# Tbilisi
Tbilisi (Georgisch: თბილისი, Tbilisi; letterlijk Warme Waterbron, voorheen Tiflis) is de hoofdstad van Georgië en is gelegen in het zuidoosten van het land aan beide oevers van de rivier Mtkvari. Tbilisi is ook de naam van de hoofdstedelijke regio. Met 1,2 miljoen inwoners, ongeveer een derde van de gehele Georgische bevolking, is Tbilisi veruit de grootste stad van het land. De stadsregio heeft een oppervlakte van 502 km² (2412 inw./km²).
Al sinds de vijfde eeuw is Tbilisi de hoofdstad van achtereenvolgende Georgische koninkrijken geweest, en was tevens het culturele, economische en bestuurlijke centrum in Transkaukasië tijdens de Russische overheersing. In het onafhankelijke Georgië is Tbilisi het economische en politieke centrum van het land, met de zetel van het parlement. De stad is het belangrijkste knooppunt van mobiliteit tussen Oost- en West-Georgië, en van internationaal verkeer tussen de vier buurlanden.
Tbilisi heeft een compact historisch centrum, met daaromheen 19e-eeuwse uitbreidingswijken die ruime en statige lanen hebben. Tijdens de Sovjet-overheersing en de snelle groei van de stad werden dichtbevolkte wijken met grote flatgebouwen om de stad gebouwd, waarbij het centrum gespaard bleef.

## Geschiedenis

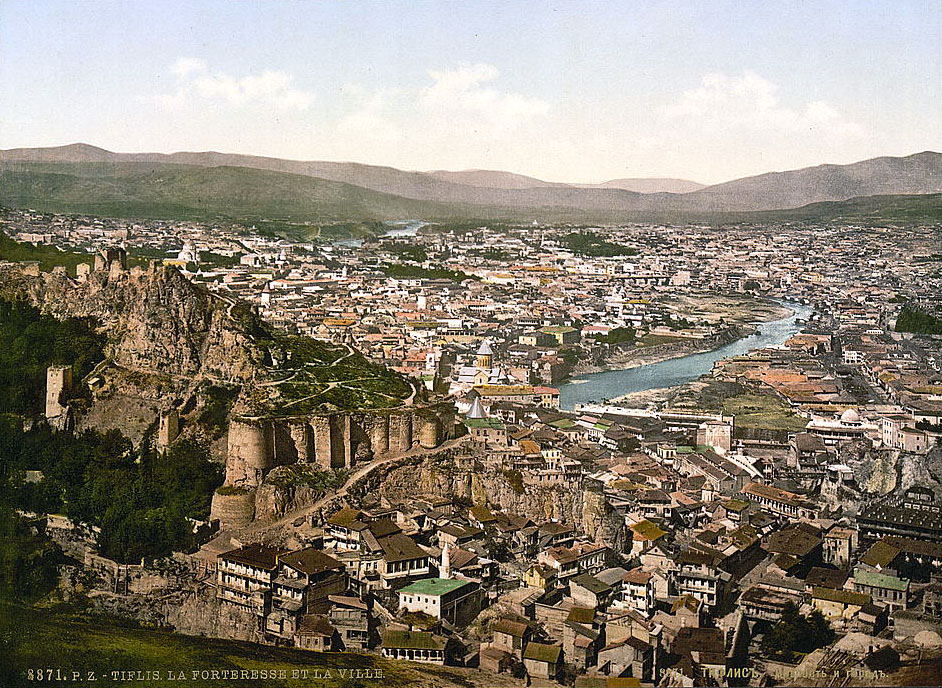
Tbilisi op een ansichtkaart (circa 1890).

De naam Tbilisi duikt in de geschiedenis voor het eerst op in de tweede helft van de 4e eeuw, toen koning Varaz-Bakoer I van Iberië (Kartli) op deze plek een fort liet bouwen, rond 364. Aan het eind van de vierde eeuw trok de Perzische gezant in het fort, toen de Perzen een deel van Iberië hadden veroverd. Nadat deze plek halverwege de 5e eeuw weer in handen kwam van Iberië revitaliseerde en reconstrueerde koning Vachtang I Gorgasali het fort en de nederzetting vanaf 455, wat veelal als stichtingsjaar wordt gezien, en verplaatste hij in 469 de hoofdstad van Mtscheta naar Tbilisi.

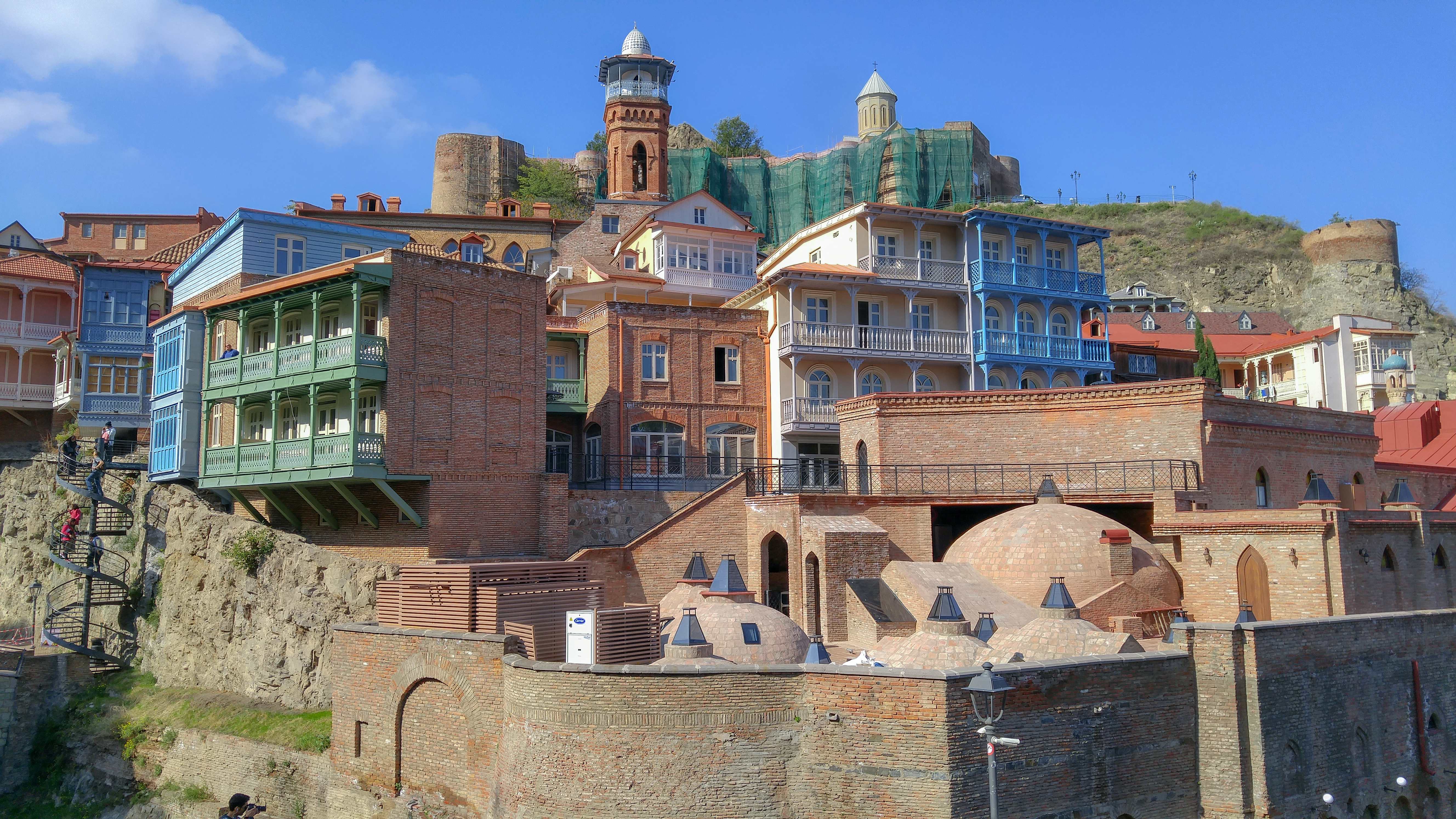
Tbilisi begon onder het Narikala-fort bij warmwaterbronnen. Hier zijn nog steeds kuurbaden. De oude stad kenmerkt zich door houten verandabalkons.

Volgens een legende was het huidige grondgebied van Tbilisi in de vijfde eeuw nog dicht begroeid met bossen. Een algemeen aanvaarde versie van de legende verhaalt dat de koning van Iberië, Vachtang I Gorgasali, op jacht was in de bossen met een havik. Toen de havik een fazant gevangen had, verdwenen beide vogels in het ravijn. Toen de koning naar ze op zoek ging kwam hij warmwaterbronnen tegen. Hij was daar zo van onder de indruk dat hij beval het bos te rooien en er een stad te stichten. De naam van de stad is afgeleid van warm, Tpili (თბილი). De naam "Tbili" of "T'pilisi" ("warme locatie") werd aan de stad aangegeven vanwege de aanwezigheid van zwavelzuurrijke warmwaterbronnen.

### Centrum van de Kaukasus

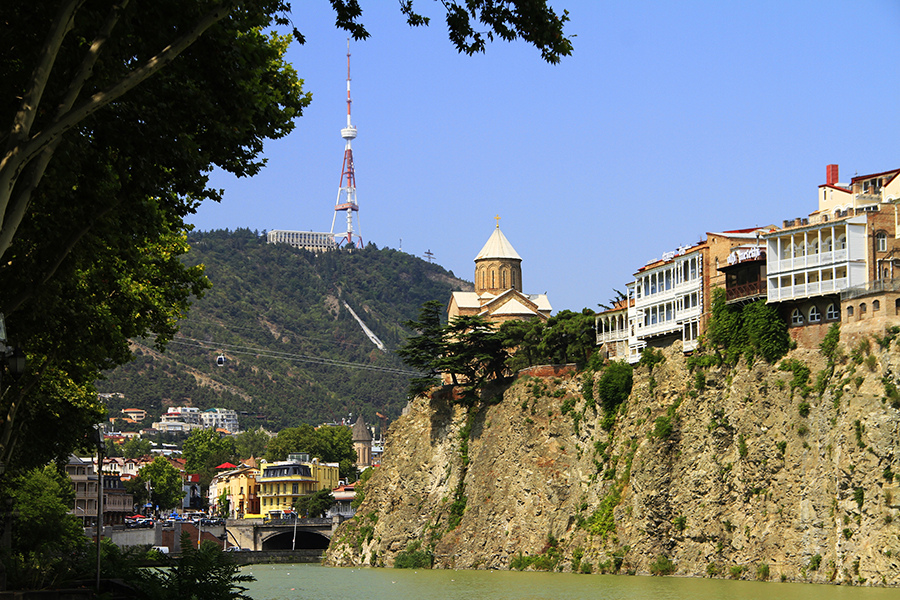
De oude wijk Metechi boven de oevers van de Mtkvari.

De stad is door de eeuwen heen de hoofdstad van verschillende Georgische staten geweest, maar werd ook door buitenlandse heersers bezet, zoals Perzen, Arabieren, Mongolen en Turken. In 1801 kwam Tbilisi onder het gezag van het Russische Rijk en russificeerde de naam naar Tiflis (Russisch: Тифлис). Vanaf 1846 was Tbilisi het bestuurlijk centrum van het gelijknamige gouvernement Tiflis. Onder het Russisch tsaristisch gezag was de stad ook de zetel van de onderkoning van de Kaukasus. Vanaf het begin van de 19de eeuw begon de stad economisch en politiek te groeien. De gebouwen kregen een meer Europese stijl. Er werden nieuwe wegen en spoorwegen gebouwd om Tbilisi te verbinden met andere belangrijke steden. De stad werd de spil van het snelgroeiende spoorwegennet in Transkaukasië. Vanaf de jaren 1850 kwam Tbilisi op als een belangrijk cultureel- en handelscentrum. Ilia Tsjavtsjavadze, Akaki Tsereteli, Iakob Gogebasjvili, Aleksandr Gribojedov en andere staatslieden, dichters en kunstenaars vonden hun geluk in Tbilisi.
Na de Russische Revolutie van 1917 was Georgië korte tijd onafhankelijk als Democratische Republiek Georgië, waarvan Tbilisi de hoofdstad was. In 1921 viel het Rode Leger Georgië binnen. Tbilisi werd vervolgens de hoofdstad van de Trans-Kaukasische Federatie, en later van de Georgische Sovjetrepubliek, die deel uitmaakte van de Sovjet-Unie. In 1936 werd de officiële naam weer veranderd van Tiflis naar Tbilisi. Na het uiteenvallen van de Sovjet-Unie in 1991 werd Tbilisi de hoofdstad van de onafhankelijk geworden republiek Georgië. Dit werd vastgelegd artikel 2 van de grondwet, en de Wet op de hoofdstad van Georgië - Tbilisi van 1998.
De stad is regelmatig het toneel van burgerprotest, strijd en revolte, zoals de protesten in Tbilisi van 1956, Tragedie van 9 april (1989), de coup d'état van 1991-1992 en de Rozenrevolutie (2003). In 2015 kreeg de stad te kampen met hevige overstromingen.

## Geografie

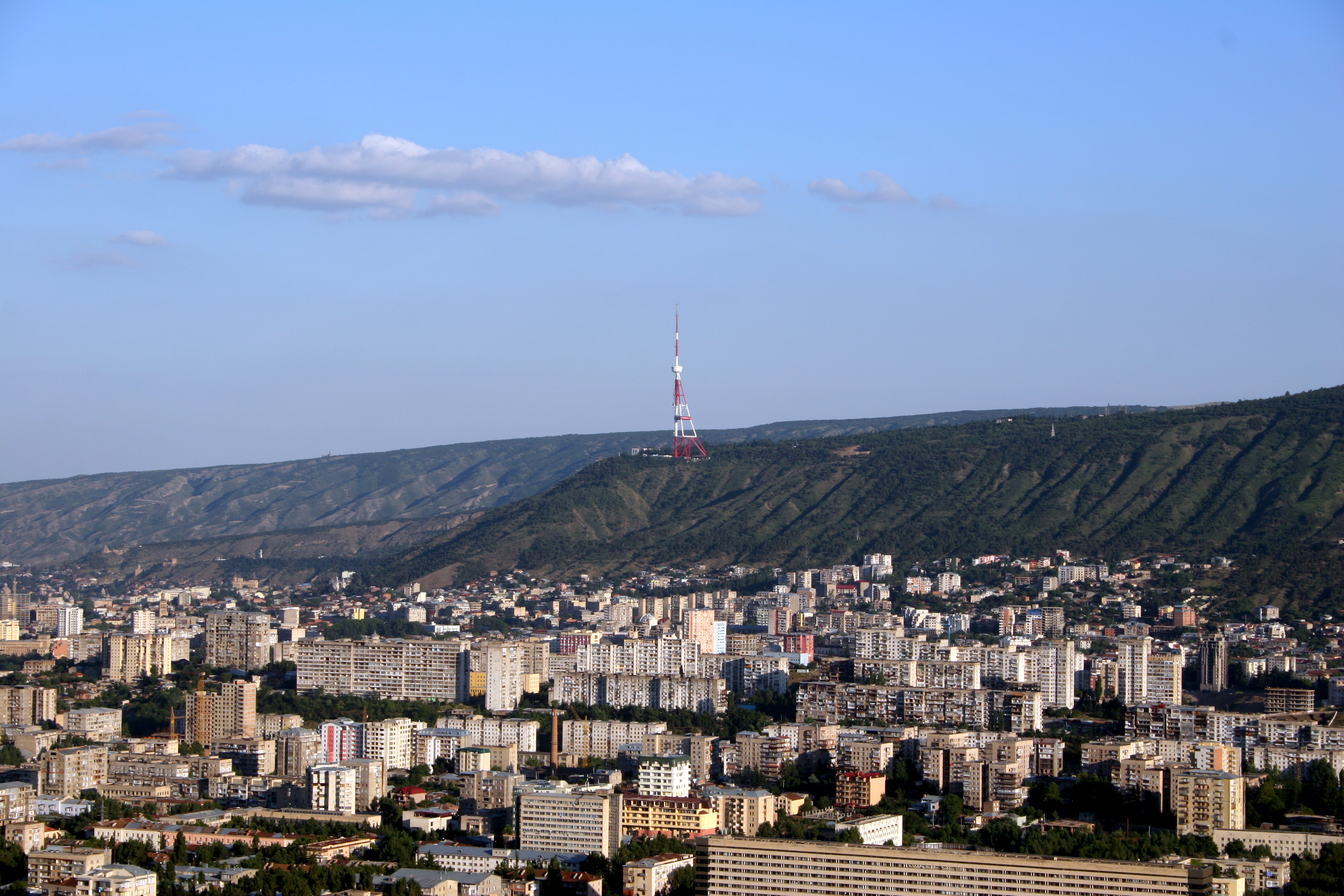
Stadsdeel Vake aan de voet van Mtatsminda, de bekende berg met kabeltram en tv-toren.

De stadsregio Tbilisi heeft een totale oppervlakte van 502 km², en ligt aan beide zijden van de rivier de Mtkvari die de stad van noordwest naar zuidoost doorkruist en er een verval heeft van ongeveer vijftig meter. Geografisch ligt Tbilisi op de overgang van het Trialetigebergte in het westen en de vlakte van Kvemo Kartli in het oosten. De kom waarin de stad ligt heet de Tbilisi-depressie.

### Geografische begrenzing
Aan de noordkant wordt de stad begrensd door het Sagoeramogebergte dat de westelijke verlenging is van het Jalnogebergte, beide hogere middelgebergtes. Aan de zuidkant van Tbilisi wordt de gemeentegrens gevormd door de Sabadoeri-bergrug, de meest westelijke uitloper van het Trialetigebergte. Parallel hieraan is de Narikala-bergrug een van de gezichtsbepalende ruggen die de stad omsluiten, waarop het gelijknamige middeleeuwse fort over de oude stad uitkijkt. De hoogste delen van de gemeente liggen in het landelijke gebied in het zuidwesten, namelijk de Mtatsminda-bergrug die vanaf de stad oploopt tot ongeveer 1.500 meter boven zeeniveau bij de gemeentegrens. Tbilisi grenst aan de noord-, oost- en zuidzijde aan de gemeente Gardabani (regio Kvemo Kartli) en aan de noord- en westkant aan Mtscheta (regio Mtscheta-Mtianeti).

### Mtkvari
De rivier Mtkvari, of ook wel Koera, verdeelt de stad geografisch in twee verschillende delen, waarbij de stad is omsloten door een complex reliëf van heuvelruggen en plateaus. Deze geografie heeft grotendeels de stedelijke ontwikkeling bepaald over een lengte van ongeveer 30 kilometer langs de oevers van de rivier. Het terrein van de rechteroever (west en zuid) bestaat uit de uitlopers van het Trialetigebergte en kloven van zijrivieren van de Mtkvari die voor regelmatige overstromingen zorgen in de lente en vroege zomer. Deze bergen vormen een belangrijke barrière voor stedelijke ontwikkeling op de rechteroever. In zijvalleien zijn dichtbevolkte wijken gebouwd, zoals Vake en Saboertalo, die gescheiden van elkaar zijn door een steile bergrichel.
Het terrein aan de linkeroever (oost) kent een zevental terassen en plateaus die vanaf de rivier geleidelijk omhoog lopen tot het hoogste punt bij de Machata-berg (630 meter). Aan de rivier ligt de stad op ongeveer 400 meter boven zeeniveau, terwijl de bewoonde plateaus en heuvels om de stad, waaronder de westelijke wijken Mtatsminda en Noetsoebidze, tot ongeveer 700 meter boven zeeniveau liggen.

### Uitbreiding grenzen

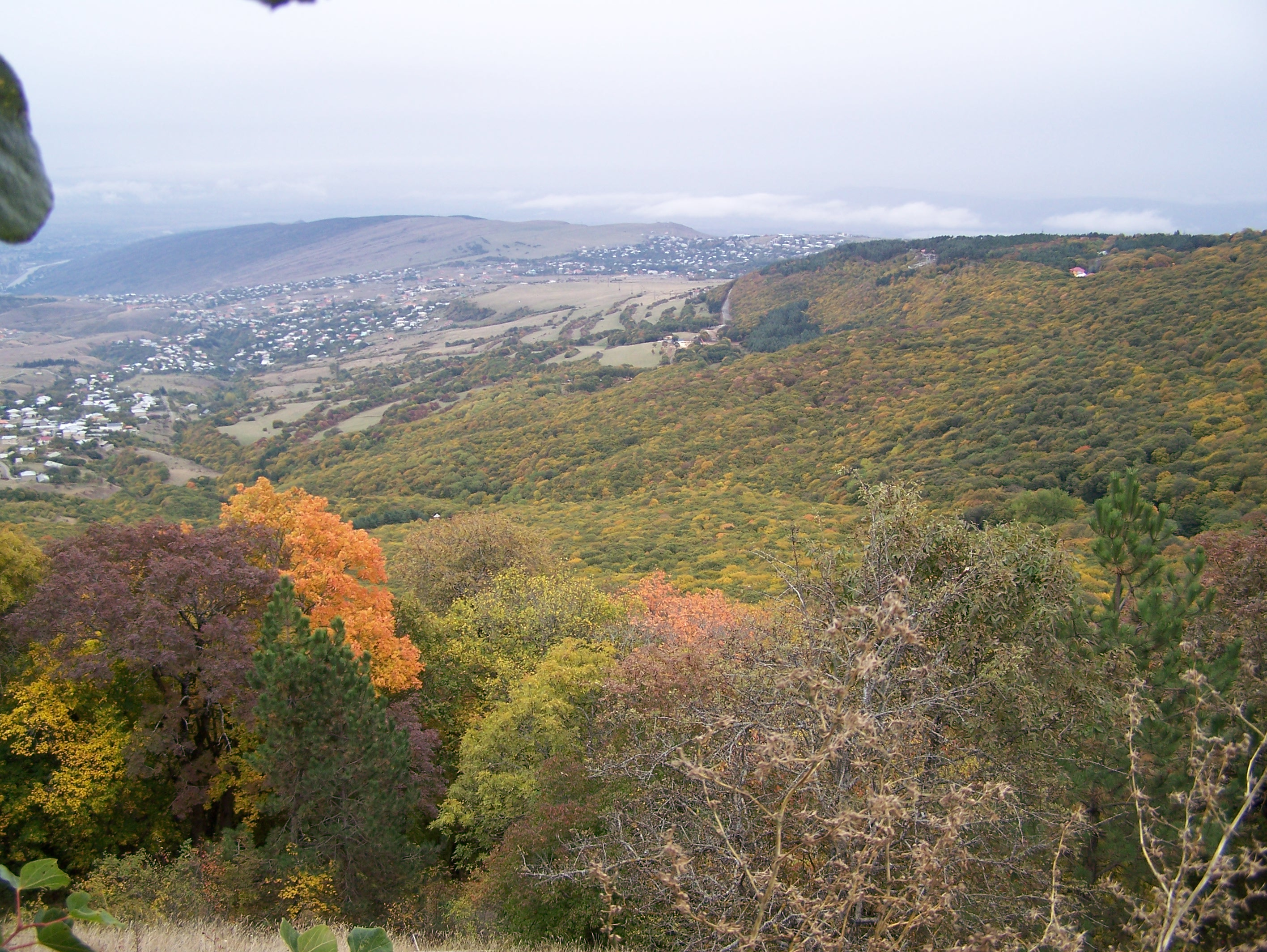
In 2006 werd omliggend buitengebied bij Tbilisi gevoegd, zoals Kodzjori.

In 2006 werden de grenzen van Tbilisi aangepast waardoor een veel groter gebied en een aantal plaatsen onder Tbilisi kwam te vallen. Dit ging ten koste van omliggende gemeenten, met name Mtscheta (168 km²) en Gardabani (92 km²). Een groot landelijk gebied aan de noordoostkant van de stad, aan de overzijde van het Tbilisi-reservoir en binnen de S9 Tbilisi Bypass, kwam hierdoor bij de stad. Ook aan de westkant, het gebied bij het Lisimeer bij de stadsdistricten Saboertalo en Digomi, en de Teleti- en Mtatsminda hoogtes aan de zuidwestkant werden bij Tbilisi getrokken. Hierdoor kreeg Tbilisi er duizenden inwoners en diverse omliggende plaatsen bij, waaronder Kodzjori, Tabachmela, Zahesi, Patara en Didi Lilo en anderen.

## Klimaat
Tbilisi heeft een warm en vochtig subtropisch klimaat in combinatie met een mild landklimaat. Volgens de klimaatclassificatie van Köppen kent Tbilisi een Cfa-klimaat. De zomers zijn heet, terwijl de winters mild koud zijn. De gemiddelde jaartemperatuur is 11,2 graden Celsius, met gemiddelde temperaturen in januari van 0,5 graden en in augustus 23,7 graden. De laagst geregistreerde temperatuur is -23 graden en de hoogst gemeten temperatuur is 40 graden Celsius. De gemiddelde jaarlijkse neerslag is 560 mm. Mei is de natste maand met gemiddeld 90 millimeter neerslag, terwijl januari met gemiddeld 20 millimeter neerslag de droogste maand is. Sneeuw valt gemiddeld 15-25 dagen per jaar. Noord- en noordwestenwinden domineren het hele jaar door. Zuidoostelijke winden komen ook vaak voor.
| Maand                          | jan  | feb  | mrt  | apr  | mei  | jun  | jul  | aug  | sep  | okt  | nov  | dec  | Jaar |
| ------------------------------ | ---- | ---- | ---- | ---- | ---- | ---- | ---- | ---- | ---- | ---- | ---- | ---- | ---- |
| Gemiddeld maximum (°C)         | 4,7  | 6,3  | 10,5 | 15,3 | 20,2 | 25,1 | 28,6 | 29,2 | 23,5 | 17,0 | 10,5 | 5,9  | 16,5 |
| Gemiddelde temperatuur (°C)    | 0,5  | 1,1  | 5    | 10   | 15,1 | 19,8 | 23,2 | 23,7 | 18,4 | 12,1 | 5,3  | 0,7  | 11,3 |
| Gemiddeld minimum (°C)         | −4,7 | −3,7 | −0,5 | 4,2  | 9,3  | 13,7 | 17,3 | 17,8 | 13,2 | 7,3  | 0,6  | −3,5 | 6    |
|                                |      |      |      |      |      |      |      |      |      |      |      |      |      |
| Neerslag (mm)                  | 30   | 35   | 67   | 111  | 117  | 79   | 50   | 51   | 55   | 70   | 47   | 33   | 745  |
| Zonuren (uur/dag)              | 6,6  | 6,8  | 7,6  | 8,0  | 9,5  | 11,4 | 11,2 | 10,5 | 8,3  | 6,6  | 6,4  | 6,4  | 8,3  |
| Regendagen (dag)               | 5    | 6    | 8    | 11   | 12   | 8    | 6    | 6    | 7    | 8    | 6    | 5    | 88   |
| Relatieve luchtvochtigheid (%) | 70   | 70   | 69   | 71   | 71   | 65   | 59   | 55   | 65   | 74   | 77   | 73   | 68,2 |
| Bron: Climate Data             |      |      |      |      |      |      |      |      |      |      |      |      |      |

## Demografie
Begin 2024 had de hoofdstedelijke regio van Tbilisi 1.258.526 inwoners, een groei van ruim honderdduizend ten opzichte van de volkstelling van 2014. Hiervan woonden 1.227.811 mensen in de stad (+16% sinds 2014) en de rest in omliggende plaatsen.
| Tbilisi (stad) | 78.445 | 159.590 | 233.958 | 519.220 | 694.664 | 889.020 | 1.066.022 | 1.259.692 | 1.073.345 | 1.062.282 | 1.154.314 | 1.227.811 |  |  |
| |        |         |         |         |         |         |           |           |           |           |           |           |  |  |
| Georgiërs | 27,1%  | 26,3%   | 34,6%   | 44,0%   | 48,4%   | 57,5%   | 62,1%     | 66,1%     | 84,2%     | 89,9%     | -         | -         |  |  |
| Armeniërs | 47,7%  | 29,5%   | 36,5%   | 26,4%   | 21,5%   | 16,9%   | 14,5%     | 12,0%     | 7,6%      | 4,8%      | -         | -         |  |  |
| Russen | 18,0%  | 28,1%   | 16,5%   | 19,4%   | 18,1%   | 14,0%   | 12,3%     | 10,0%     | 3,0%      | 1,2%      | -         | -         |  |  |
| Verantwoording data: Bevolkingsstatistiek Georgië 1886 tot heden, met etnisch 1886-1959, 1970, 1979, 1989, 2002, 2014. Opmerking census 2002. |        |         |         |         |         |         |           |           |           |           |           |           |  |  |

### Etniciteit en religie

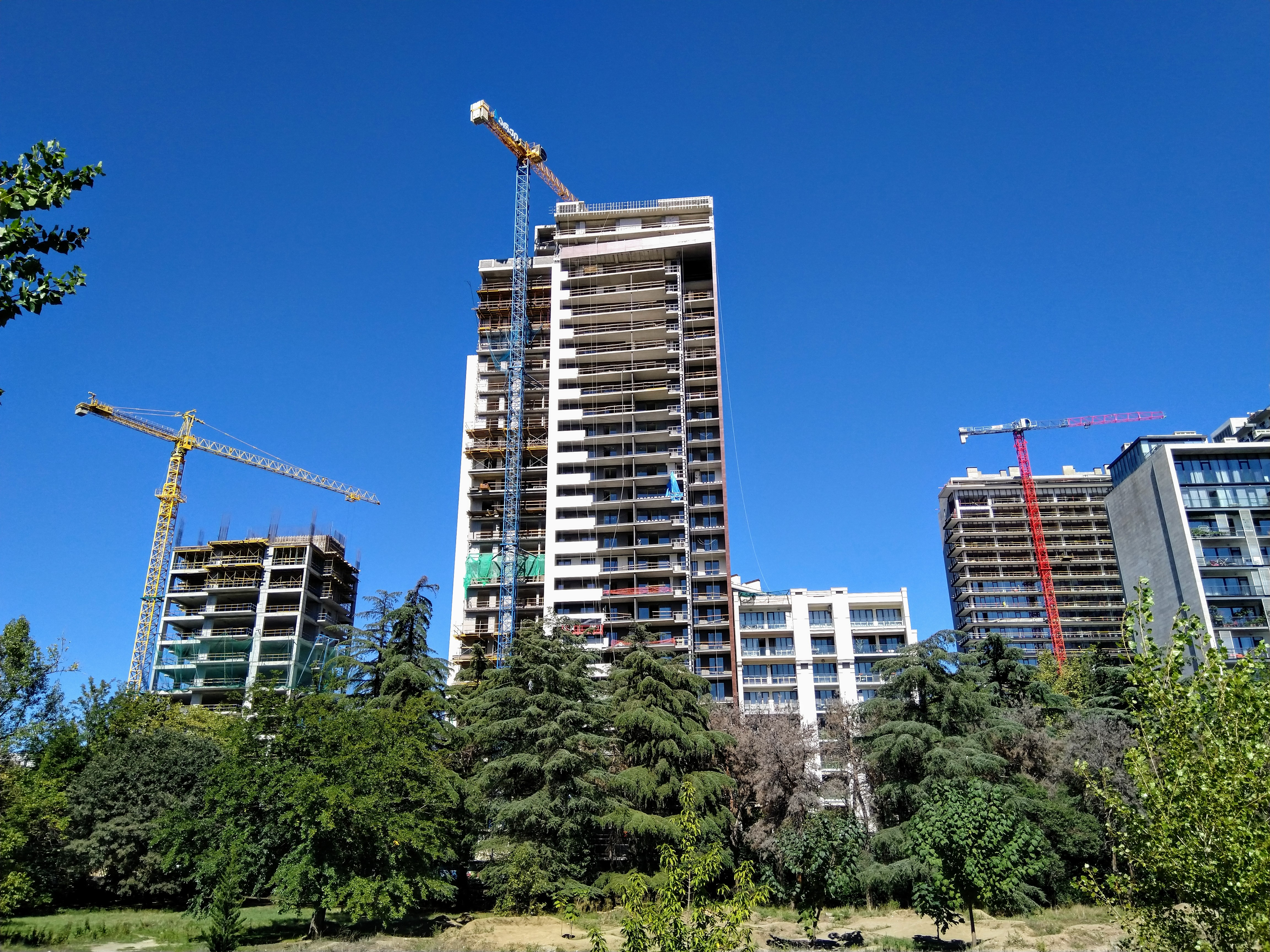
Woningbouw in de groeiende stad.

De bevolking van Tbilisi bestond volgens de volkstelling van 2014 grotendeels uit Georgiërs (89,9%). Armeniërs vormen de grootste etnische minderheidsgroep met 4,8%. Andere etnische minderheden zijn Azerbeidzjanen (1,4%), Russen (1,2%), Jezidi's (1,0%), Osseten (0,4%) en Oekraïners (0,3%). Verder wonen er een ongeveer 2.000 Pontische Grieken en 1.000 Assyriërs in de stad.
Tbilisi kende historisch een grote Armeense bevolking. Volgens sommige academici was Tbilisi in de 19e eeuw de meest Armeense stad ter wereld. De volkstelling van 1886 telde een aandeel van bijna 50% Armeniërs in de bevolking van de stad. Sindsdien is dat gedaald, terwijl het Georgische bevolkingsaandeel juist gestaag toenam naar een meerderheid. Het Russische aandeel in de bevolking piekte kort na de Sovjet-overname, maar zakte daarna geleidelijk. Beide bevolkingsgroepen emigreerden na het uiteenvallen van de Sovjet-Unie in 1991.
Vrijwel de gehele Jezidi gemeenschap van Georgië woont in Tbilisi, verspreid over de hele stad, maar voornamelijk in de oostelijke districten Gldani, Nadzaladevi, Isani en Samgori. Datzelfde geldt voor de Armeense, Russische en Osseetse gemeenschappen. De Azerische gemeenschap woont voornamelijk in Krtsanisi (Ponitsjala) en Saboertalo. In religieuze zin is de bevolking van de stad voor het overgrote deel Georgisch-Orthodox (92,4%). De rest is verdeeld over Armeens-apostolisch (2,6%), de islam (1,5%), gelovige Jezidi's (0,7%) en Jehova's getuigen (0,4%).

## Administratieve onderverdeling
De hoofdstedelijke regio Tbilisi is administratief onderverdeeld in tien districten (რაიონი, raioni). In het buitengebied van de stad liggen 22 dorpen (სოფელი, sopeli) en vier 'nederzettingen met een stedelijk karakter' (დაბა, daba) die onder Tbilisi vallen en ingedeeld zijn bij een van deze tien districten. Hieronder bevinden zich het daba Kodzjori en het dorp Tabachmela, gelegen op strategische hoogtes aan de zuidkant van de stad.
De tien districten van Tbilisi hebben elk een eigen districtsbestuur met een beperkte jurisdictie. Deze onderverdeling van Tbilisi werd ingesteld onder het Russische bestuur in de jaren 30 van de twintigste eeuw. Toen Georgië in 1991 weer onafhankelijk werd, werd de indeling gewijzigd en herschikt. De meeste districten zijn vernoemd naar de respectievelijke historische buurten van de stad. Volgens de meest recente herziening bestaat Tbilisi uit de volgende districten:
| Didoebe                                                    | 8,4  | 70.018  |              | Nadzaladevi | 42,0    | 154.067 |
| Gldani                                                     | 50,3 | 168.345 | Saboertalo   | 75,5        | 130.652 |         |
| Isani                                                      | 16,7 | 125.610 | Samgori      | 128,4       | 168.974 |         |
| Krtsanisi ("Oud-Tbilisi")                                  | 31,7 | 34.834  | Tsjoegoereti | 14,3        | 65.230  |         |
| Mtatsminda                                                 | 73,0 | 40.482  | Vake         | 61,7        | 104.070 |         |
| Verantwoording data: Tbilisi in Figures 2018, Census 2014. |      |         |              |             |         |         |

## Overheid

Het markante Public Service Hall aan de Mtkvari-rivier, voor alle burgerzaken.

Tbilisi wordt bestuurd door een uitvoerende macht geleid door de burgemeester, die wordt gecontroleerd door een gemeenteraad als wetgevende macht. Sinds 2006 wordt de burgemeester eens per vier jaar rechtstreeks gekozen, tegelijkertijd met de gemeenteraad. De burgemeester van Tbilisi is sinds 2017 voormalig voetbal-ster Kacha Kaladze van de regerende Georgische Droom.
In 2012 opende in Tbilisi het nieuwe en onder architectuur van Massimiliano Fuksas ontworpen centrale loket voor burgerzaken, de 'Public Service Hall'. Het gebouw is een zogeheten 'one-stop shop', dat sinds 2011 in alle gemeenten van Georgië werd neergezet, en was het resultaat van de hervormingen onder president Micheil Saakasjvili. Naast basale burgerzaken, kunnen burgers hier ook terecht voor de toegang tot openbare documenten, het nationaal archief, de notariskamer en andere overheidsdiensten.

### Gemeenteraad

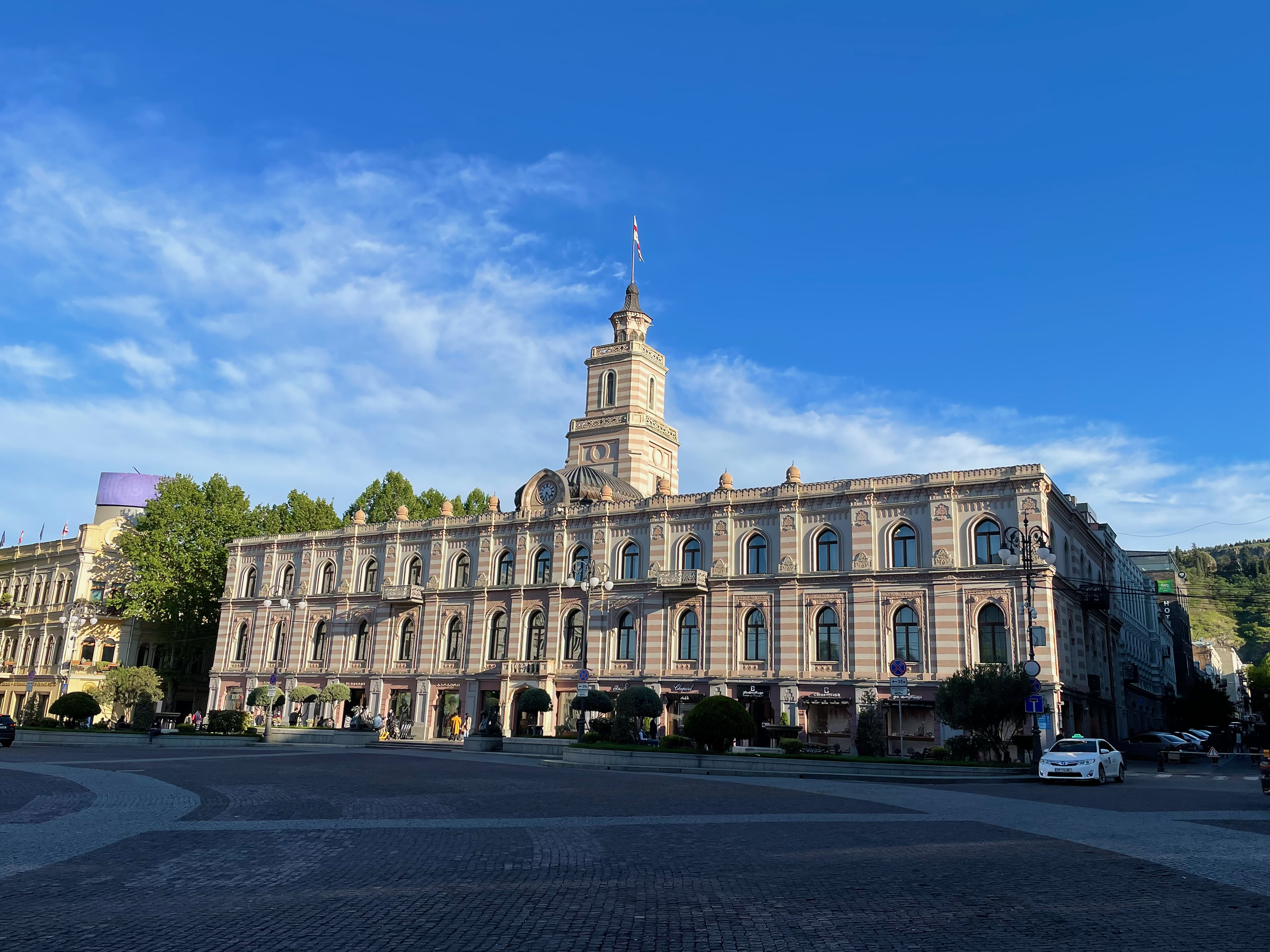
Het stadhuis aan het Vrijheidsplein, waar de gemeenteraad vergadert.

De gemeenteraad van Tbilisi (Georgisch: საკრებულო, sakreboelo) heeft vijftig leden en zetelt in het oude stadhuis op het Vrijheidsplein in het centrum van de stad. De raad wordt elke vier jaar gekozen door middel van een gemengd kiesstelsel, waarin een deel via enkelvoudige kiesdistricten wordt gekozen en een deel via evenredige vertegenwoordiging van gesloten partijlijsten, waarvoor een kiesdrempel geldt van 2,5 procent. De stad wordt sinds 2014 door Georgische Droom bestuurd.
De eerste gemeenteraadsverkiezing vond plaats op 31 maart 1991 voor de tien verschillende stadsdeelraden van elk veertig leden, tegelijkertijd met het referendum over onafhankelijkheid. De verkiezing werd gewonnen door de 'Ronde Tafel — Vrij Georgië' van Zviad Gamsachoerdia. De eerste landelijk georganiseerde gemeenteraadsverkiezing was in 1998.
|                                                             | Georgische Droom (GD)              |    |    |    |    | 37 | 40 | 29 |
|                                                             | Verenigde Nationale Beweging (UNM) |    | 14 | 34 | 39 | 7  | 5  | 13 |
|                                                             | Burgerunie (CUG)                   | 20 |    |    |    |    |    |    |
|                                                             | Arbeiderspartij                    | 12 | 15 | 1  |    |    |    |    |
|                                                             | Overige partijen                   | 23 | 20 | 3  | 11 | 6  | 5  | 8  |
| Totaal                                                      | Totaal                             | 55 | 49 | 37 | 50 | 50 | 50 | 50 |
| Algemene bron: Electoral History Georgia 1990-2018 (CESKO). |                                    |    |    |    |    |    |    |    |

### Burgemeesters van Tbilisi

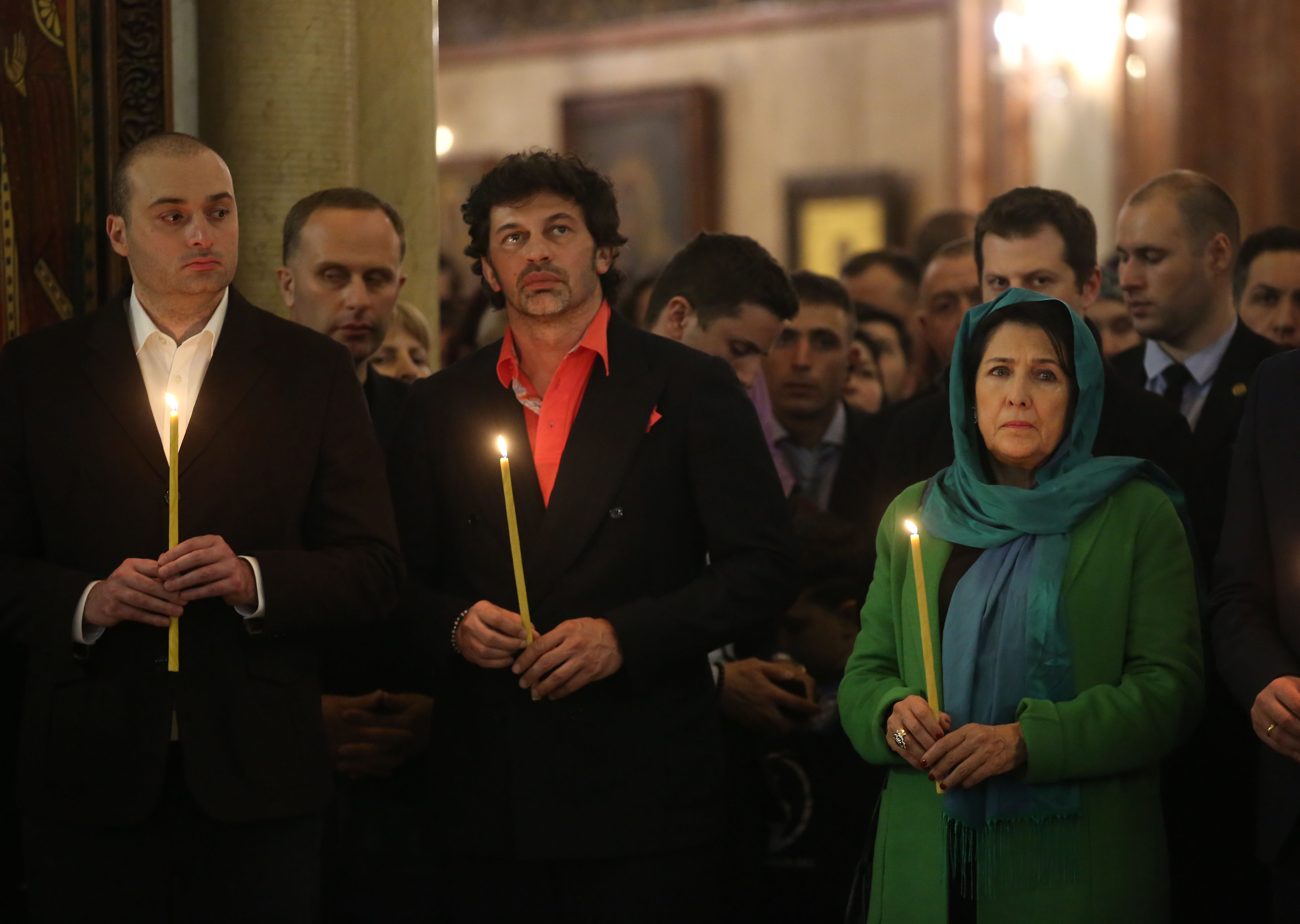
Burgemeester Kacha Kaladze (m).

Sinds 2006 wordt tegelijkertijd met de gemeenteraad ook de burgemeester gekozen. In 2021 werd burgemeester Kacha Kaladze van Georgische Droom voor een tweede termijn herkozen met 55,6 procent van de stemmen, na een vereiste tweede ronde tegen oppositieleider Nika Melia van de Verenigde Nationale Beweging.
| Burgemeester           | Termijn   |                      | Burgemeester            | Termijn   |
| ---------------------- | --------- | -------------------- | ----------------------- | --------- |
| Otar Litanisjvili      | 1992-1993 |                      | Zoerab Ttsjiaberasjvili | 2004-2005 |
| Konstantine Gabasjvili | 1993      | Giorgi Oegoelava     | 2005-2013               |           |
| Nikoloz Lekisjvili     | 1993-1995 | Sevdia Oegrechelidze | 2013-2014               |           |
| Badri Sjosjitaisjvili  | 1995-1998 | Davit Narmania       | 2014-2017               |           |
| Ivane Zodelava         | 1998-2004 | Kacha Kaladze        | vanaf 2017              |           |

## Economie

Ortatsjala waterkrachtcentrale

Tbilisi is het economisch centrum van het land en draagt voor ruim 50% bij aan het bruto binnenlands product van Georgië, oftewel 21,8 miljard Georgische lari (€7,6 miljard) in 2021. De dienstensector, inclusief overheidsdiensten, domineert de economie van de stad en bestaat vooral uit groot- en detailhandel, wat de rol van Tbilisi als doorvoer- en logistiek knooppunt voor het land en de Zuidelijke Kaukasus weerspiegelt. In 2021 was 23,8% van de arbeidzame bevolking in Tbilisi werkloos, wat iets hoger dan het landelijke gemiddelde is. (20,6%).
In december 2015 opende in het Gldani district een 17 hectare grote Industriële Vrije Zones, de Tbilisi Free Zone. Er vestigden zich voornamelijk internationale bedrijven actief in het minen van cryptogeld en blockchain technologie. Dit leidde ertoe dat Georgië in 2019 de tweede grootste bitcoin producent ter wereld, met een scala aan lokale ondernemers.
Een groot complex van meerdere thermische elektriciteitscentrales bij de stad Gardabani, ongeveer 30 kilometer ten zuidoosten van Tbilisi, voorziet de stad in het grootste deel van zijn energie. Aan de zuidkant van de oude stad staat sinds 1954 in de Mtkvari rvier de markante Ortatsjala waterkrachtcentrale met een nominale capaciteit van 18MW en een jaarlijkse productie van 80 miljoen kW/h.

## Bezienswaardigheden

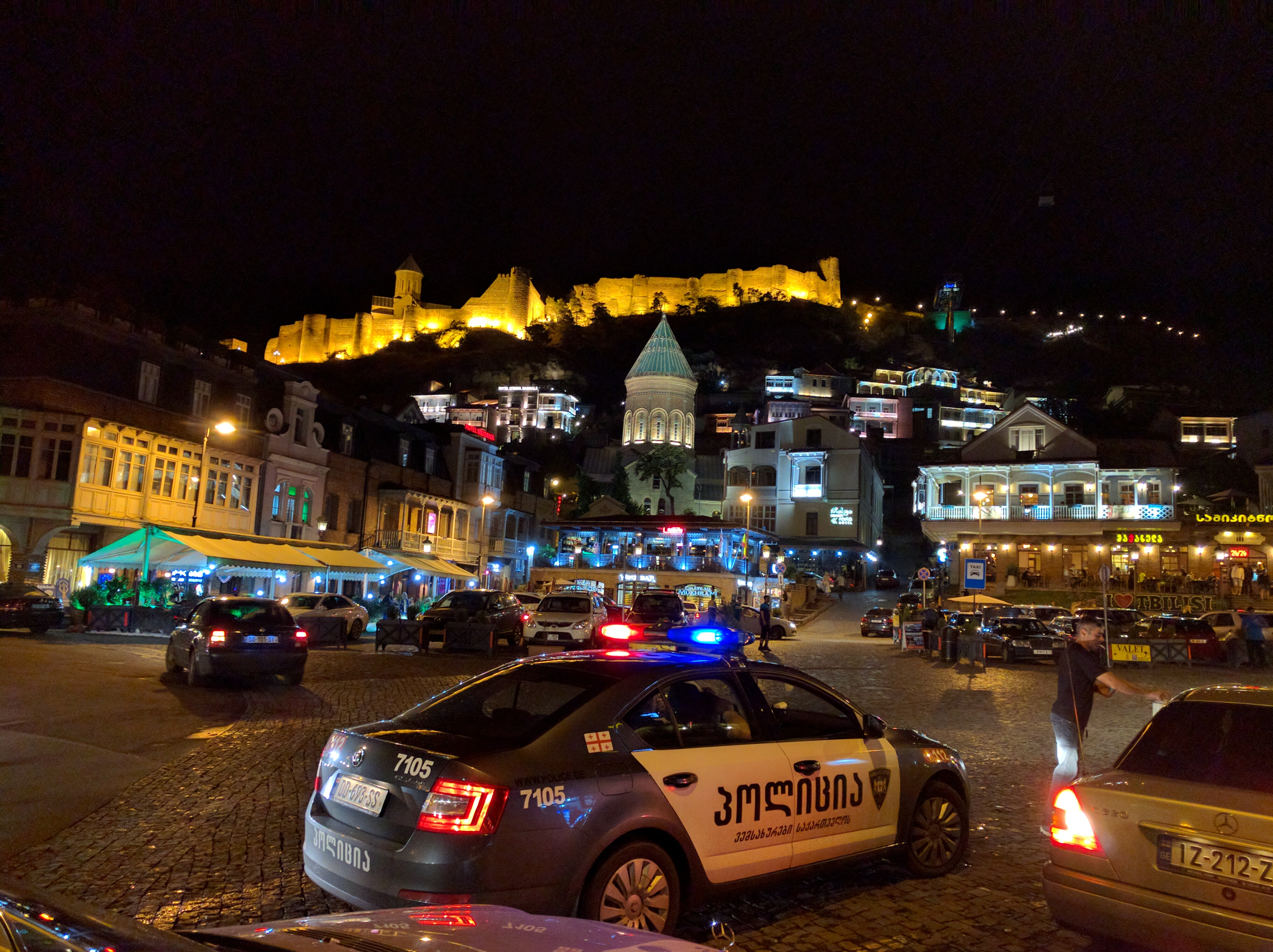
Tbilisi in de avond: Narikala-fort en het oude centrum gezien vanaf het Gorgasaliplein.

- Sioni-kathedraal, oorspronkelijk gebouwd in 6e-7e eeuw, maar meerdere keren verwoest en herbouwd. Huidige ontwerp stamt uit de 12e eeuw.
- Samebakathedraal, de grootste orthodoxe kathedraal van Georgie gebouwd in de periode 1995-2004.
- Narikala-fort uit de 4e eeuw dat koning Varaz-Bakoer I zou hebben laten bouwen. Het fort staat bovenop een klif en kijkt uit over het oude stadscentrum. Het is in de geschiedenis meermaals vernietigd en opnieuw opgebouwd. In de 19e eeuw raakte het in onbruik en een aardbeving ruïneerde wat er nog over was. Het monumentale standbeeld Kartlis Deda staat naast het fort.
- Enkele monumentale botanische tuinen.
- Oude stadscentrum (Kala) met opgeknapte buurtjes zoals bij het Goediasjviliplein.
- Mtatsminda-park, panorama over de stad en bereikbaar met een kabeltram.
- Roestavelilaan, de statige hoofdlaan aan de noordkant van het oude centrum, die loopt vanaf het Vrijheidsplein naar het Plein van de Eerste Republiek. Aan deze laan staan verschillende monumentale gebouwen, musea en politieke-, culturele- en onderwijsinstellingen, waaronder het parlement van Georgië.

## Onderwijs

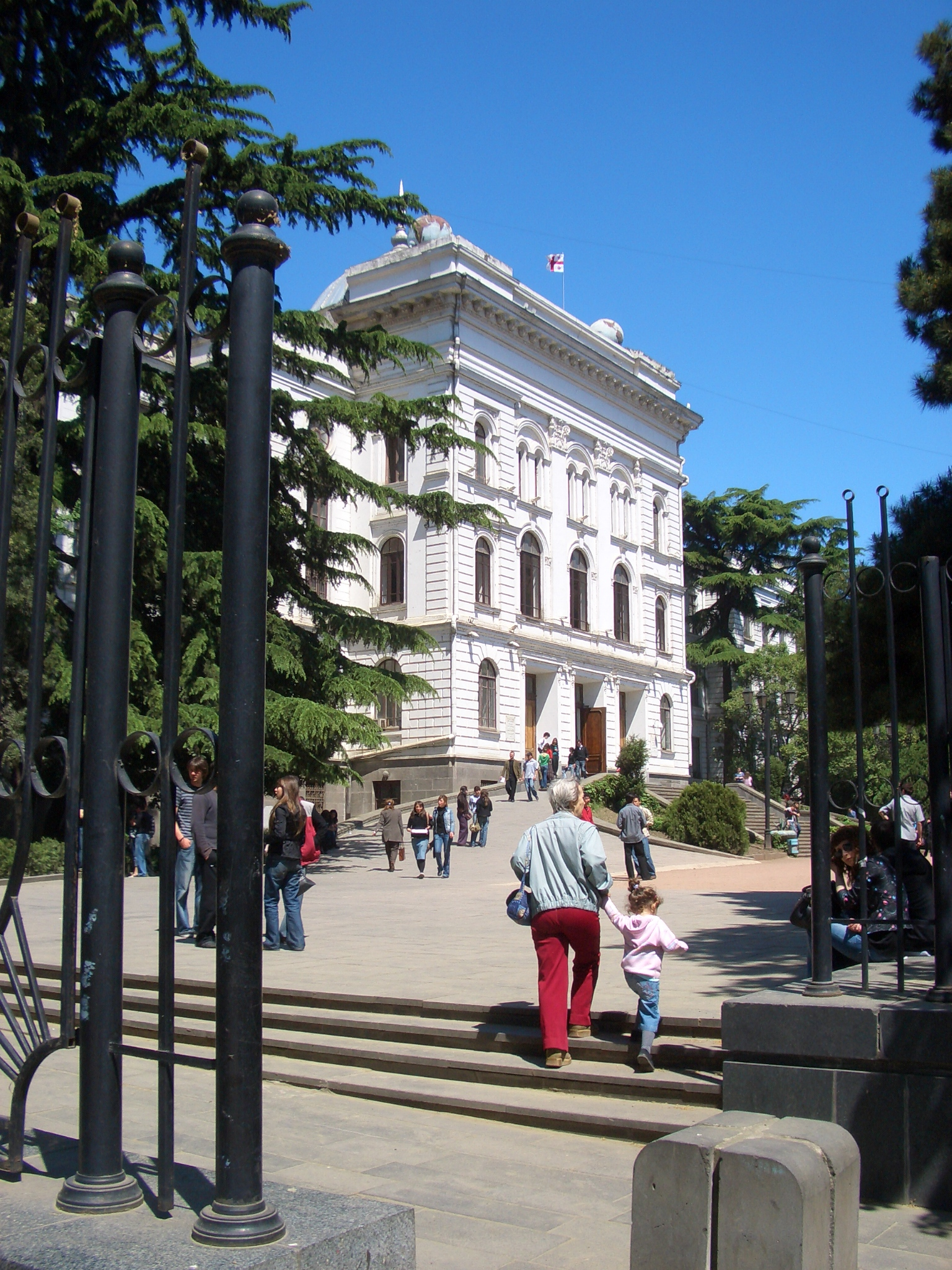
Hoofdgebouw van de Staatsuniversiteit van Tbilisi van de Georgische architect Simon Kldiasjvili

De stad heeft een aantal universiteiten, waaronder de Staatsuniversiteit van Tbilisi, Georgische Technische Universiteit, Medische Staatsuniversiteit van Tbilisi en hogescholen die studenten uit het hele land aantrekken. De Staatsuniversiteit van Tbilisi, voluit Ivane Javachisjvili Staatsuniversiteit van Tbilisi werd opgericht in 1918 en is de grootste universiteit van het land met ruim 20.000 studenten. Het is tevens de oudste universiteit in de hele Kaukasus.
De Medische Staatsuniversiteit van Tbilisi, is de grootste medische universiteit in de Kaukasus en werd oorspronkelijk in 1918 opgericht binnen de Staatsuniversiteit van Tbilisi. De belangrijkste en grootste technische universiteit van Georgië is de Georgische Technische Universiteit die in 1922 werd opgericht als polytechnische faculteit van de Staatsuniversiteit van Tbilisi. Verder zijn er in Tbilisi een aantal particuliere instellingen voor hoger onderwijs in Georgië, waaronder de Universiteit van Georgië, de Universiteit van de Kaukasus en de Vrije Universiteit van Tbilisi. In de 19e eeuw was de Nersisiaanse School een Armeens instituut voor hoger onderwijs, opgericht voor de grote Armeense bevolkingsgroep in de stad.

## Architectuur

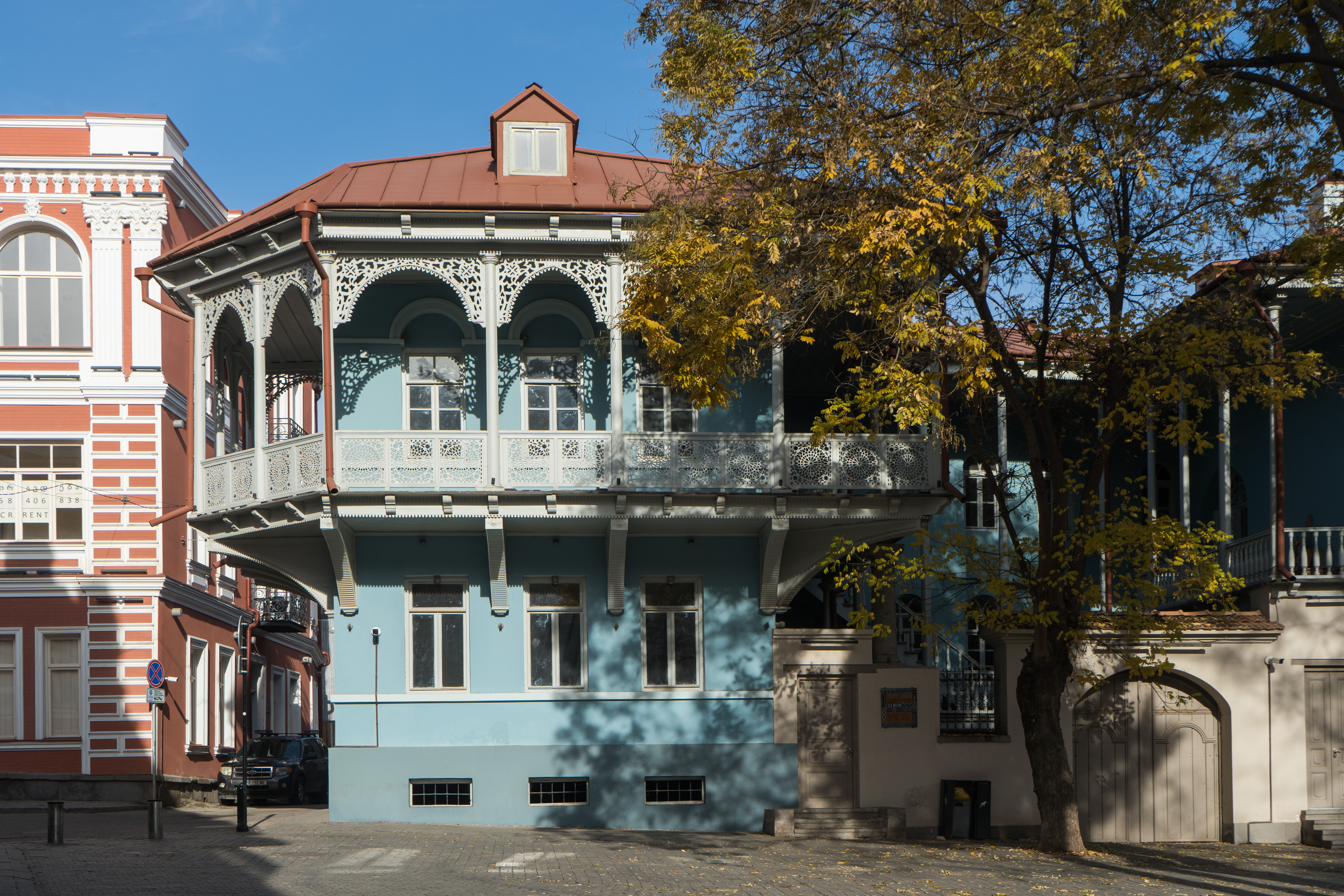
Traditioneel Georgisch huis met verandabalkon aan het Goediasjviliplein in het oude centrum.

De architectuur in Tbilisi is een mengeling van lokale Georgische, Byzantijnse, neoklassieke, jugendstil, beaux-arts en moderne stijlen uit het Midden-Oosten en de Sovjet-Unie, waaronder brutalisme. Door de Perzische verwoesting van de stad in 1795 is veel van de middeleeuwse stad verloren gegaan. Hierdoor zijn de meeste historische gebouwen afkomstig uit de Russische keizerlijke periode (1801–1917). De oudste delen van de stad, onder het Narikala-fort, de buurt Abanotoebani en Avlabari aan de overzijde van de Mtkvari werden grotendeels herbouwd op hun middeleeuwse stratenplan, waarbij sommige oude huizen geheel werden herbouwd. Mede hierdoor heeft het oude centrum zijn eeuwenoude karakter kunnen behouden. Het oude centrum van Tbilisi staat bekend om de houten balkons en veranda's, een traditioneel bouwelement in Georgië. De unieke architecturale creativiteit en diversiteit van het oude centrum wordt door UNESCO erkend.

### In Russisch Rijk
De snelle uitbreiding van de stad halverwege de 19e eeuw onder Russisch gezag betekende een breuk met Georgische architectuurtradities. Nieuwere wijken rond het oude centrum, zoals Sololaki, de omgeving rond de Roestavelilaan en de wijk Agmasjenebeli op de linkeroever van de Mtkvari, kregen een Europees stratenpatroon met gebouwen die geïnspireerd werden op de neoclassicistische architectuur, op dat moment populair in Russische steden. Rond 1900 werd de art-nouveau-stijl, populair in Europa, geïntroduceerd in Georgië en werd vermengd met lokale elementen waardoor deze bouwstijl in Tbilisi een eigen gezicht kreeg. De art-nouveau gebouwen werden onder het Sovjetregime echter niet gewaardeerd vanwege hun bourgeoisie. De Georgische architect Simon Kldiasjvili was leidend in het ontwerp van art-nouveau en eclectische gebouwen in de stad, waaronder het academiegebouw dat later de Staatsuniversiteit van Tbilisi zou huisvesten. 

### Sovjet-periode

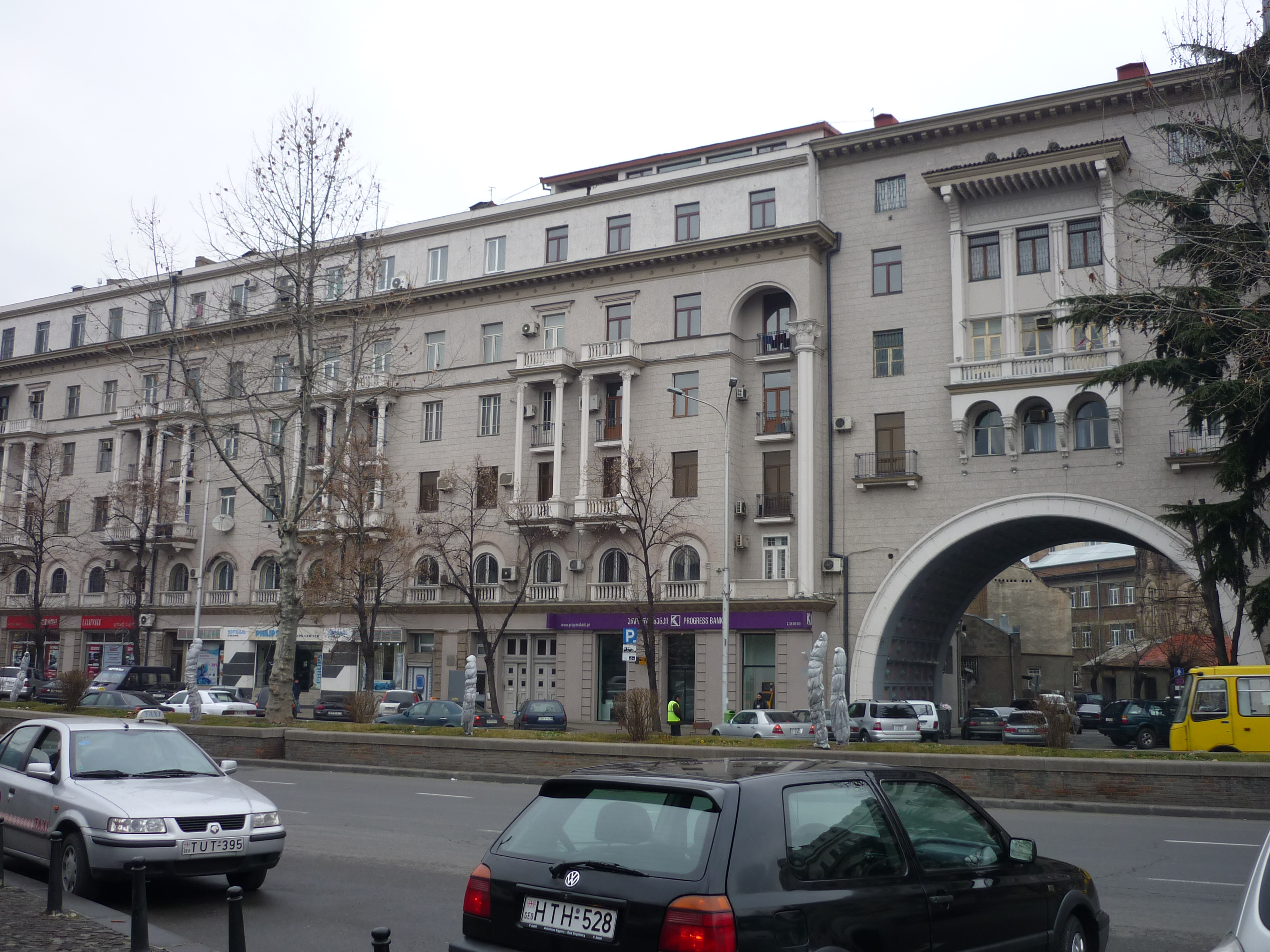
Een stalinistisch woongebouw in het centrum van Tbilisi.

In de eerste decennia van het Sovjet-regime kwamen net als in andere delen van de Sovjet-Unie gebouwen onder stalinistische architectuur. Bezijden een aantal residentiële gebouwen verspreid in de stad is het IMEL-gebouw (Instituut Marx, Engels, Lenin) aan de Roestavelilaan een van de meest sprekende voorbeelden hiervan. Het Parlement van Georgië zetelde hier enkele jaren in (1992-1995), maar sinds 2016 is het in gebruik als entree en lobby van een zessterrenhotel. Rond de Roestavelilaan concentreerde zich het politieke en culturele leven, waar een diversiteit aan bouwstijlen te zien is.

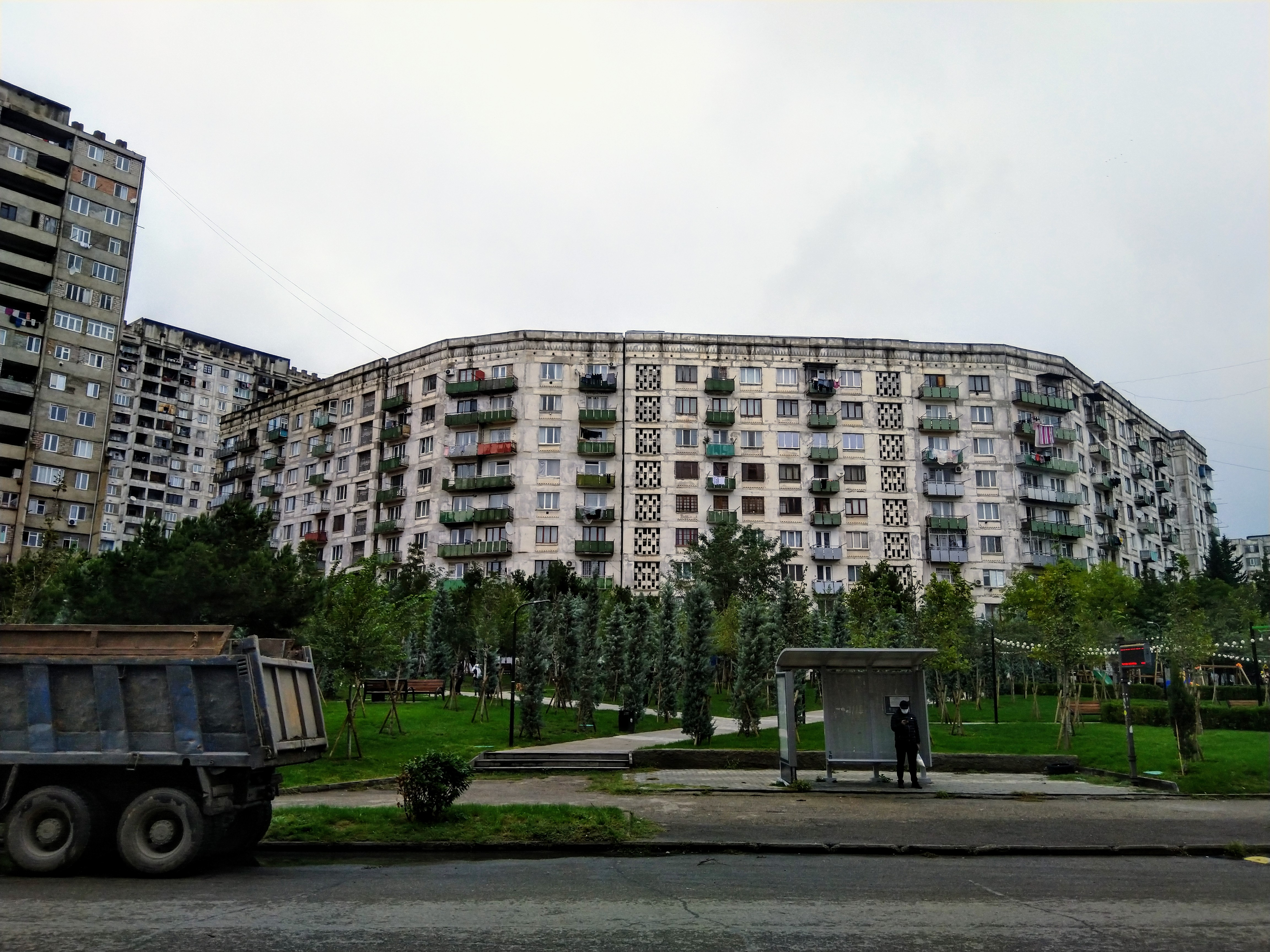
Brezjnevka woningbouw.

Met de destalinisatie onder Nikita Chroesjtsjov en de noodzaak tot snelle en goedkope woningbouw werden ook in Tbilisi in de jaren 1960 vele chroesjtsjovka's gebouwd. Deze waren tot vijf verdiepingen hoog om zo de kosten voor liften te besparen. Ondanks plannen de gebouwen te slopen, de oorspronkelijke levensduur van 25 jaar is ver overschreden, zijn de 700 chroesjtsjovka's te vinden in onder meer de districten Isani, Samgori en Varketili aan de oostkant van de stad. Onder Sovjet-leider Leonid Brezjnev deed het brutalisme zijn intrede in de Sovjet-architectuur, waarvan in Tbilisi nog veel terug te zien is. Ook Georgische architecten waren hierin toonaangevend. Een van de meest iconische brutalistische gebouwen in de stad is het voormalige ministerie van hoofdwegen, waarin tegenwoordig de Bank of Georgia gevestigd is.
Daarnaast kwamen in de woonwijken Gldani, Samgori, Isani, Varketili, Digomi en Saboertalo vele brezjnevka, de beruchte brutalistische betonflats tot 17 verdiepingen hoog. De centrale Sovjet-autoriteiten lieten weinig ruimte voor lokale architecturale afwijkingen, ten behoeve van lage productiekosten van de geprefabriceerde betonelementen. Toch kregen de flats in de grote uitbreidingswijk Gldani een aantal eigen kenmerken, waaronder balkons. Deze stijl domineerde de woningbouw tot enkele jaren na het uiteenvallen van de Sovjet-Unie.

### Onafhankelijk Georgië
Sindsdien is de bouw in de stad ongereguleerd geraakt wat leidde tot willekeurig neergezette gebouwen, excentrieke modernistische projecten van onder meer president Micheil Saakasjvili en oligarch Bidzina Ivanisjvili, en de kamikaze uitbouw van appartementen. Pogingen na de Rozenrevolutie van 2003 om de bouw meer te reguleren in de stad zijn feitelijk weinig succesvol gebleken. Het opknappen en renoveren van delen van het oude stadscentrum is niet zonder controverse gegaan.

## Cultuur
De eeuwen van verschillende overheersers, een eigen sterk ontwikkelde Georgische culturele identiteit en de smeltkroes van nationaliteiten en religies heeft Tbilisi een divers cultureel erfgoed bezorgd. Het is een multicultureel stad met orthodoxe, katholieke en Armeense kerken, moskeeën en synagogen. Tbilisi is eeuwenlang het centrum van het Georgische culturele leven en er zijn diverse theaters en concertzalen. Deze zijn onder andere het Staatsconservatorium van Tbilisi, het Opera- en Ballettheater van Tbilisi, het Academisch Staatstheater Sjota Roestaveli, het Academisch Staatstheater Mardzjanisjvili, het Marionettentheater Rezo Gabriadze en het Koninklijk Districtstheater. Daarnaast zijn er verschillende concertzalen, waaronder de Staatsconcertzaal van Tbilisi.

## Recreatie
Recreatievoorzieningen zijn er rond het Tbilisi-reservoir en bij het Lisi-meer. Er zijn in de stad diverse parken zoals Vakepark en Verapark. Op het terrein van het voormalige hippodroom, tussen de stadswijken Vake en Saboertalo, werd in 2021 begonnen met de aanleg van Centraalpark, wat het grooste stadspark van Tbilisi moet worden, naar een ontwerp van het Nederlandse LAP. In 2017 werd een nieuw dierenpark geopend bij het Tbilisi-reservoir, nadat de oude Tbilisi Zoo langs de Vera-rivier bij het Heldenplein in 2015 zwaar beschadigd raakte door overstromingen.
In het oude centrum, onder het Narikalafort, zijn thermische baden. Boven het oude centrum, op de Mtatsminda-berg, is een amusementspark. Mtatsimida is sinds 1905 bereikbaar met een funicular. Sinds 2024 is de berg ook bereikbaar met een kabelbaan vanaf de kop van de Roestavelilaan. Deze kabelbaan was oorspronkelijk in 1959 geopend, maar was sinds 1990 gesloten na een fataal ongeluk.

## Vervoer

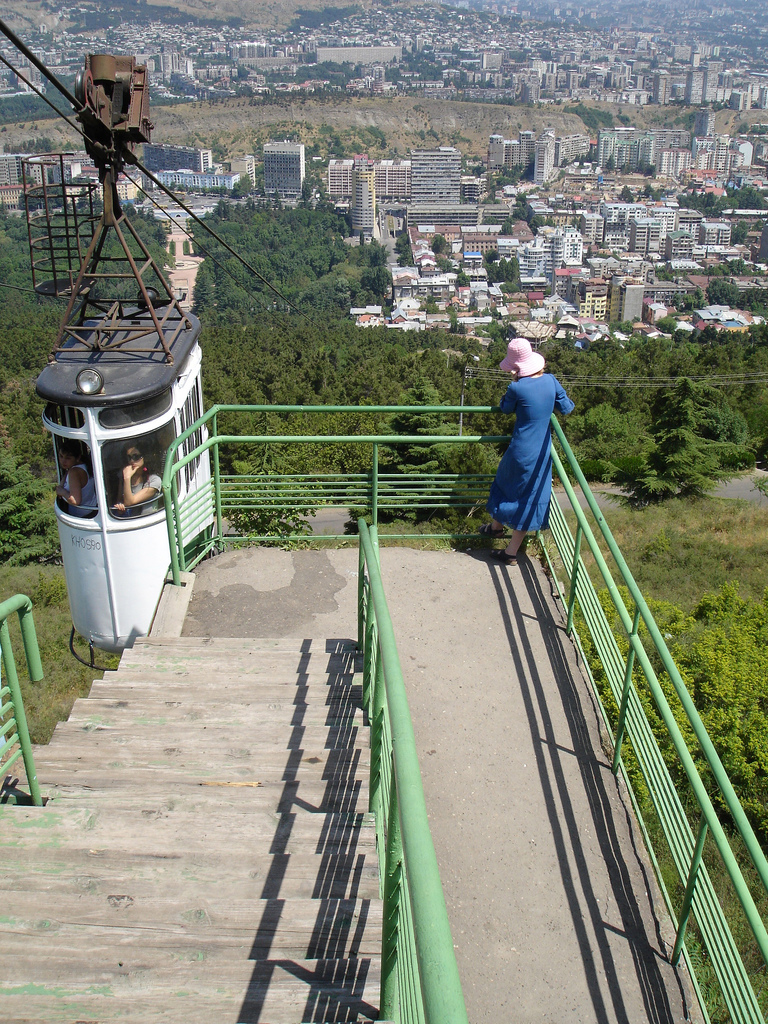
Kabelbanen zijn onlosmakelijk met de stad verbonden, en hebben een lokale publieke functie.

Tbilisi beschikt sinds 1966 over een metrosysteem dat sinds 1979 uit twee lijnen bestaat. Verder zijn er tientallen buslijnen en enkele kabelbanen voor publiek gebruik. Oude Sovjet kabelbanen in de stad worden weer gerenoveerd en opnieuw in gebruik genomen, zoals in het westen van de stad tussen de universiteit en studentenflats. Alle vormen van het stads-OV kennen een uniforme elektronische OV-kaart.

### Weg
Tbilisi is als betrekkelijk centraal gelegen hoofdstad zeer goed met de rest van het land verbonden en is een nationaal en internationaal verkeersknooppunt waar wegen met alle buurlanden samenkomen. De stad is het beginpunt van een vijftal nationale hoofdwegen in alle richtingen en meerdere E-routes doen Tbilisi aan. De Oost-West snelweg, de S1 (E60) naar het westen is de belangrijkste autoweg van het land naar de steden Koetaisi, Zoegdidi en de Zwarte Zee-havens Poti en Batoemi. Dit is tevens de belangrijkste route naar Turkije. In noordelijke richting gaat de historische Georgische Militaire Weg (S3/E117) naar wintersportplaats Goedaoeri, de toeristische trekpleister Stepantsminda en de Georgisch-Russische grens in de Darjalkloof. In oostelijke richting gaat de Kacheti snelweg, de S5, naar de wijnregio Kacheti en Azerbeidzjan, terwijl in zuidoostelijke richting de S4 (E60) naar industriestad Roestavi gaat en de populairste route is naar Bakoe in Azerbeidjzan. Ten slotte gaat de S6 via Marneoeli en de grensplaats naar Armenië.

### Spoorwegen
In 1872 werd de eerste spoorlijn in Transkaukasië geopend, de Tbilisi- Poti spoorlijn. Tbilisi was destijds onder Russische heerschappij het centrum van Transkaukasië, en spoorlijnen werden in de 19e eeuw gebouwd naar Bakoe en Jerevan en later naar Kacheti waarmee het ook een belangrijk spoorwegknooppunt werd.
Vanaf het Tbilisi Centraal station vertrekken treinen naar Bordzjomi, Koetaisi, Zoegdidi, Poti en Batoemi. Er vertrekken ook internationale nachttreinen naar Jerevan in Armenië.

### Luchthaven
De Sjota Roestaveli luchthaven van Tbilisi ligt ongeveer 15 kilometer ten oosten van het stadscentrum en is bereikbaar via de Kacheti Highway. In 2007 werd er ook een treinstation geopend, maar er zijn slechts enkele ritten per dag. Vanaf Tbilisi zijn er vliegverbindingen naar diverse EU bestemmingen en in toenemende mate naar het Midden-Oosten.
Vanaf het Vliegveld Natachtari, dat ten noorden van Tbilisi ligt in de buurt van Mtscheta, vertrekken binnenlandse vluchten naar Mestia (Svanetië) en Ambrolaoeri (Ratsja).

## Stedenbanden
Tbilisi heeft zusterrelaties met 22 buitenlandse steden (2022), en daarnaast partnerrelaties:
- Ankara, Turkije (partnerstad sinds 1996)
- Astana, Kazachstan (sinds 2005)
- Atlanta, Verenigde Staten (sinds 1987)
- Boekarest, Roemenië (sinds 2022)[70]
- Bakoe, Azerbeidzjan (sinds 2021)[72]
- Bilbao, Spanje (sinds 1989)
- Bristol, Verenigd Koninkrijk (sinds 1988)
- Caïro, Egypte (sinds 2012)
- Chisinau, Moldavië (sinds 2011)
- Doha, Qatar (sinds 2012)
- Innsbruck, Oostenrijk (sinds 1982)
- Istanbul, Turkije (sinds 2016)
- Jerevan, Armenië (sinds 2009)
- Kiev, Oekraïne (sinds 1999)
- Krakau, Polen (partnerstad)[73]
- Ljubljana, Slovenië (sinds 1977)
- Lublin, Polen (partnerstad sinds 2014)[74]
- Minsk, Wit-Rusland (sinds 2015)
- Nantes, Frankrijk (sinds 1979)
- Palermo, Italië (sinds 1987)
- Saarbrücken, Duitsland (sinds 1975)
- Sofia, Bulgarije (sinds 2016)
- Teheran, Iran (sinds 2015)
- Vilnius, Litouwen (sinds 2009)

## Sport
Voetbalclub FC Dinamo Tbilisi is de recordkampioen van Georgië. Voor de Georgische onafhankelijkheid won de club in 1964 en 1978 de landstitel van de Sovjet-Unie en in 1981 de Europacup II. FC Dinamo Tbilisi speelt haar wedstrijden in het Boris Paitsjadzestadion. In dit grootste stadion van Georgië, won FC Barcelona in 2015 de UEFA Super Cup. Andere belangrijke voetbalclubs uit Tbilisi zijn Lokomotivi Tbilisi, dat speelt in het Micheil Meschistadion, en FC Iberia 1999.
De stad kent ook een aantal voetbalclubs die hun oorsprong hebben in Abchazië. FK Gagra, Dinamo Soechoemi en Tschoemi Sochoemi zijn uitgeweken naar Tbilisi als gevolg van het Georgisch-Abchazisch conflict in de jaren 1990. FK Gagra speelt in het David Petriasjvilistadion.

## Geboren in Tbilisi

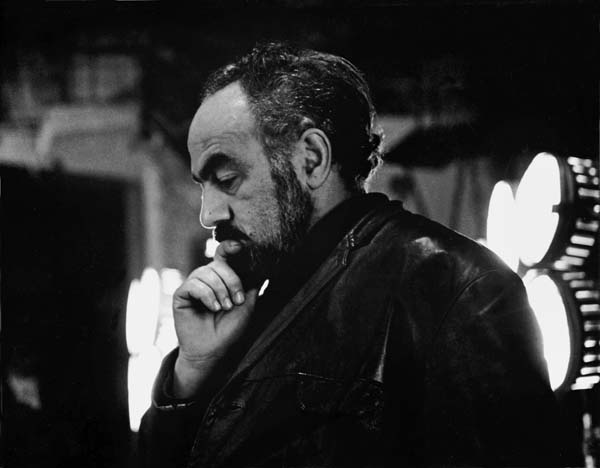
De bekende Georgisch-Armeense filmregisseur en kunstenaar Sergej Paradzjanov (1924-1990)

Als eeuwenlange hoofdstad kent Tbilisi veel prominente Georgiërs die hier geboren zijn. Deze lijst is een selectie vanaf de 19e eeuw.
- Sergej Witte (1849-1915), Russisch staatsman
- Petre Melikisjvili (1850-1927), scheikundige
- Aleksej Broesilov (1853-1926), generaal
- Gigo Gabasjvili (1862-1936), kunstschilder, graficus en kunstdocent
- Ludomila Scheiwiler-von Schreyder (1888-1980), Zwitserse feministe en suffragette
- Rouben Mamoulian (1897-1987), Amerikaans filmregisseur van Armeense afkomst
- Akim Tamiroff (1899-1972), Amerikaans-Armeens acteur
- Maro Makasjvili (1901-1921), nationaal heldin
- Aram Chatsjatoerjan (1903-1978), componist en cellist
- Viktor Hambartsoemian, (1908-1996), astrofysicus
- Vachtang Sjaboekiani (1910-1992), balletdanser
- Sergej Paradzjanov (1924-1990), filmregisseur en kunstenaar
- Otar Taktakisjvili (1924-1989), componist
- Tigran Petrosjan (1929-1984), voormalig wereldkampioen schaken
- Zaoer Kaloëvi (1931-1997), Sovjet voetballer
- Eldar Sjengelaia (1933-2025), filmmaker en politicus
- Otar Iosseliani (1934-2023), Georgisch-Frans filmregisseur
- Zoerab Tsereteli (1934-2025), kunstenaar
- Gia Kantsjeli (1935-2019), componist
- Tengiz Kitovani (1938-2023), politicus en militair
- Zviad Gamsachoerdia (1939-1993), dissident, schrijver en 1e president van Georgië (1991)
- Tedo Dzjaparidze (1946) politicus en diplomaat
- Boris Kokorev (1959-2018), schutter
- Merab Zjordania (1960), zakenman, ex-eigenaar van voetbalclub SBV Vitesse
- Zoerab Zjvania (1963-2005), politicus en premier
- Vladimir Gogoladze (1966), turner
- Micheil Saakasjvili (1967), 3e president van Georgië (2004-2013)
- Giorgi Margvelasjvili (1969), 4e president van Georgië (2013-2018)
- Artsjil Arveladze (1973), voetballer
- Sjota Arveladze (1973), voetballer
- Giorgi Kinkladze (1973), voetballer
- Khatuna Lorig (1974), Amerikaans-Georgisch handboogschutster
- Nika Gilaoeri (1975), politicus en premier van Georgië
- Georgi Demetradze (1976), voetballer
- Levan Kobiasjvili (1977), voetballer
- Tamta Godoeadze (1981), zangeres
- Zoerab Chizanisjvili (1981), voetballer
- Nino Gvetadze (1981), pianiste
- Tako Gatsjetsjiladze (1983), zangeres
- Sopho Gelovani (1983), zangeres
- Hanna Melnytsjenko (1983), atlete
- Nino Haratischwili (1983), theateregisseuse, toneel- en romanschrijfster
- Sopho Nizjaradze (1986), zangeres
- Goeram Kasjia (1987), voetballer
- Giorgi Aboerdzjania (1995), voetballer